# Lago Radersdorfer Bagger
El lago Radersdorfer Bagger (en alemán: Radersdorfer Baggersee) es un lago situado en la región administrativa de Suabia, junto al límite con la región de Alta Baviera, en el estado de Baviera (Alemania), a una elevación de 447 metros; tiene un área de 5 hectáreas. 